# Романово (Медновское сельское поселение)
Рома́ново — деревня в Калининском районе Тверской области. Относится к Медновскому сельскому поселению.
Расположена в 22 км к северо-западу от Твери, в 6 км от села Медное, через деревню проходит автодорога «Медное— Кулицкая— Киево».
Население по переписи 2002 года — 373 человека, 172 мужчины, 201 женщина.

## История
Во второй половине XIX — начале XX века деревня Романово относится к Медновской волости и приходу Новоторжского уезда Тверской губернии. В 1884 году — 43 двора, 463 жителя.
В 1940 году деревня Романово — центр Колхозного сельсовета Медновского района Калининской области.